# Уатабампо (муниципалитет)
Уатабампо (исп. Huatabampo) — муниципалитет в Мексике, штат Сонора, с административным центром в одноимённом городе. Численность населения, по данным переписи 2020 года, составила 24 976 человек.

## Общие сведения
Название Huatabampo происходит из языка индейцев майо и его можно перевести как — ива в воде.
Площадь муниципалитета равна 1905,5 км², что составляет 1,1 % от площади штата, а наиболее высоко расположенное поселение Хубаребампо, находится на высоте 80 метров.
Он граничит с другими муниципалитетами Соноры: на севере с Этчохоа и Навохоа, на востоке с Аламосом, на юге с другими штатом Мексики — Синалоа, а на юге и западе берега муниципалитета омываются водами Калифорнийского залива.

## Учреждение и состав
Муниципалитет был образован 10 декабря 1898 года, по данным 2020 года в его состав входит 222 населённых пункта, самые крупные из которых:
| Код INEGI                  | Населённый пункт                                                                      | Численность населения (2005 год) | Численность населения (2010 год) | Численность населения (2020 год) |
| -------------------------- | ------------------------------------------------------------------------------------- | -------------------------------- | -------------------------------- | -------------------------------- |
| 033                        | Всего                                                                                 | 74533                            | 79313                            | 77682                            |
| 0001                       | Уатабампо (исп. Huatabampo) 26°49′37″ с. ш. 109°38′39″ з. д. (административный центр) | 29276                            | 30475                            | 30324                            |
| 0094                       | Ла-Уньон (исп. La Unión) 26°49′13″ с. ш. 109°36′31″ з. д.                             | 4508                             | 4812                             | 4962                             |
| 0099                       | Яварос (исп. Yavaros (Isla las Viejas)) 26°42′18″ с. ш. 109°31′12″ з. д.              | 3682                             | 3692                             | 3677                             |
| 0054                       | Лома-де-Этчоропо (исп. Loma de Etchoropo) 26°45′56″ с. ш. 109°40′55″ з. д.            | 4174                             | 2286                             | 2338                             |
| 0002                       | Ахьябампо-Уно (исп. Agiabampo Uno) 26°21′58″ с. ш. 109°08′47″ з. д.                   | 1687                             | 1929                             | 1882                             |
| 0067                       | Моронкарит (исп. Moroncárit) 26°44′03″ с. ш. 109°36′57″ з. д.                         | 1350                             | 1447                             | 1480                             |
| 0052                       | Хупаре (исп. Júpare) 26°48′08″ с. ш. 109°42′10″ з. д.                                 | 1960                             | 1451                             | 1362                             |
| 0076                       | Посо-Дульсе (исп. Pozo Dulce) 26°50′44″ с. ш. 109°45′08″ з. д.                        | 1219                             | 1295                             | 1274                             |
| —                          | Прочие                                                                                | 26677                            | 31928                            | 30383                            |
| Названия на карте Генштаба |                                                                                       |                                  |                                  |                                  |

## Экономическая деятельность
По статистическим данным 2000 года, работоспособное население занято по секторам экономики в следующих пропорциях:
- сельское хозяйство, скотоводство и рыбная ловля — 38,3 %;
- промышленность и строительство — 19,8 %;
- торговля, сферы услуг и туризма — 39,7 %;
- безработные — 2,2 %.

## Инфраструктура
По статистическим данным 2020 года, инфраструктура развита следующим образом:
- электрификация: 97,7 %;
- водоснабжение: 53,2 %;
- водоотведение: 74,3 %.